# آآدونتای پالائو
آآدونتای پالائو (نام علمی: Aaadonta pelewana) نام یک گونه از سرده آآدونتا است.